# Lumbier
Lumbier – gmina w Hiszpanii, w Nawarze, o powierzchni 57,4 km². W 2011 roku gmina liczyła 1417 mieszkańców.